# Adam Růžička
Adam Růžička (né le 11 mai 1999 à Bratislava en Slovaquie) est un joueur professionnel slovaque de hockey sur glace. Il évolue au poste d'attaquant.

## Biographie

### Carrière en club
Formé au HK Ružinov, il est choisi par le Sting de Sarnia en cent-septième position lors de la sélection européenne 2016 de la Ligue canadienne de hockey. Il part alors en Amérique du Nord et évolue dans la Ligue de hockey de l'Ontario. Il est choisi au quatrième tour, en cent-neuvième position par les Flames de Calgary lors du repêchage d'entrée dans la LNH 2017. En 2019, il passe professionnel avec le Heat de Stockton, club ferme des Flames dans la Ligue américaine de hockey. Le 16 mai 2021, il joue son premier match dans la Ligue nationale de hockey avec les Flames face aux Canucks de Vancouver. Deux jours plus tard, il enregistre son premier point dans la ligue, une assistance contre les Canucks. Il marque son premier but le 7 décembre 2021 face aux Sharks de San José.
À sa quatrième saison avec les Flames, il récolte neuf points en 39 rencontres et est soumis au ballottage le 24 janvier 2024. Étant réclamé, il passe aux Coyotes de l'Arizona le lendemain. Un mois plus tard, il est largué par les Coyotes alors qu'il publie une vidéo de lui-même sur Instagram en présence d'une carte de crédit et d'une poudre s'apparentant à de la cocaïne. Ceux-ci le soumettent au ballottage dans le but de mettre fin à son contrat.

### Carrière internationale
Il représente la Slovaquie au niveau international. Il prend part aux sélections jeunes.

## Statistiques
| Saison     | Équipe               | Ligue      |                   | Saison régulière  | Saison régulière  | Saison régulière  | Saison régulière  | Saison régulière |   | Séries éliminatoires | Séries éliminatoires | Séries éliminatoires | Séries éliminatoires | Séries éliminatoires |
| Saison     | Équipe               | Ligue      | PJ                | B                 | A                 | Pts               | Pun               | PJ               | B | A                    | Pts                  | Pun                  |                      |                      |
| 2016-2017  | Sting de Sarnia      | LHO        | 61                | 25                | 21                | 46                | 30                | 4                | 0 | 2                    | 2                    | 0                    |                      |                      |
| 2017-2018  | Sting de Sarnia      | LHO        | 63                | 36                | 36                | 72                | 40                | 12               | 0 | 3                    | 3                    | 6                    |                      |                      |
| 2018-2019  | Sting de Sarnia      | LHO        | 35                | 11                | 26                | 37                | 22                | -                | - | -                    | -                    | -                    |                      |                      |
| 2018-2019  | Wolves de Sudbury    | LHO        | 30                | 24                | 17                | 41                | 14                | 8                | 3 | 7                    | 10                   | 4                    |                      |                      |
| 2019-2020  | Heat de Stockton     | LAH        | 54                | 10                | 17                | 27                | 12                | -                | - | -                    | -                    | -                    |                      |                      |
| 2020-2021  | Heat de Stockton     | LAH        | 28                | 11                | 10                | 21                | 10                | -                | - | -                    | -                    | -                    |                      |                      |
| 2020-2021  | Flames de Calgary    | LNH        | 3                 | 0                 | 1                 | 1                 | 4                 | -                | - | -                    | -                    | -                    |                      |                      |
| 2021-2022  | Flames de Calgary    | LNH        | 28                | 5                 | 5                 | 10                | 8                 | -                | - | -                    | -                    | -                    |                      |                      |
| 2021-2022  | Heat de Stockton     | LAH        | 16                | 11                | 9                 | 20                | 2                 | 2                | 0 | 0                    | 0                    | 0                    |                      |                      |
| 2022-2023  | Flames de Calgary    | LNH        | 44                | 6                 | 14                | 20                | 8                 | -                | - | -                    | -                    | -                    |                      |                      |
| 2023-2024  | Flames de Calgary    | LNH        | 39                | 3                 | 6                 | 9                 | 6                 | -                | - | -                    | -                    | -                    |                      |                      |
| 2023-2024  | Coyotes de l'Arizona | LNH        | 3                 | 0                 | 0                 | 0                 | 6                 | -                | - | -                    | -                    | -                    |                      |                      |
| 2024-2025  | HK Spartak Moscou    | KHL        | Saison en cours ? | Saison en cours ? | Saison en cours ? | Saison en cours ? | Saison en cours ? |                  |   |                      |                      |                      |                      |                      |
| Totaux LNH | Totaux LNH           | Totaux LNH | 117               | 14                | 26                | 40                | 32                | -                | - | -                    | -                    | -                    |                      |                      |